# Rassilon (Doctor Who)
Rassilon est un personnage de la série télévisée britannique de science-fiction Doctor Who. Il est le Président et le fondateur de Gallifrey, la planète d'origine du Docteur, le personnage principal de la série. Il est incarné par trois acteurs différents au cours de la série : Richard Mathews en 1983, Timothy Dalton de 2009 à 2010, et Donald Sumpter en 2015.

## Histoire du personnage

### The Five Doctors(1983)
Dans The Five Doctors, le Seigneur-Président Borusa veut s'emparer du secret de Rassilon à travers son Anneau, qui lui apporterait l'immortalité, c'est-à-dire une régénération perpétuelle du corps. Pour cela, il téléporte la majorité des incarnations du Docteur (ainsi que certains de ses compagnons) dans la Zone de la Mort, afin qu'ils trouvent l'entrée à la Tour Noire, et de facto à la tombe de Rassilon. Lorsque son but est atteint, Borusa prend le contrôle du Cinquième Docteur en utilisant la Couronne de Rassilon, et rejoint les autres incarnations du Docteur dans la tombe. Il veut prétendre à l'immortalité, et la conscience de Rassilon demande alors au Docteur s'il la mérite : le Premier Docteur lui répond que oui (c'était en réalité une stratégie). Rassilon offre donc son Anneau à Borusa, et offre l'immortalité à ce dernier... en le transformant en statue de pierre.
Rassilon demande alors aux Premier, Deuxième, Troisième et Cinquième Docteurs s'ils veulent également l'immortalité, ce qu'ils refusent, bien évidemment. Il les ramène donc dans leurs zones temporelles respectives, et libère le Quatrième Docteur, coincé dans le Vortex du Temps.

### La Prophétie de Noël(Noël 2009/Nouvel An 2010)
Dans "La Prophétie de Noël", Rassilon est bloqué avec l'ensemble de Gallifrey dans une bulle temporelle, à la dernière minute de la Dernière Grande Guerre du Temps (entre les Seigneurs du Temps et les Daleks). Il se montre alors comme un dictateur tyrannique visant à détruire l'Univers et le Temps eux-mêmes, en provoquant l'Ultime Sanction. Il crée un lien télépathique avec le Maître, fraîchement ressuscité par ses disciples, en tant qu'Harold Saxon, grâce au Schisme Métamorphique, une fissure dans la réalité par lequel on peut voir le vortex du temps. Chaque enfant de Gallifrey est emmené contempler le Schisme pour leur « initiation ». Lors de l'initiation du Maître, le contact est établi sous forme d'un signal de quatre coups, les battements de cœurs d'un Seigneur du Temps, rendant celui-ci fou, et créant un pont à partir duquel les membres du Haut Conseil reviennent sur Terre, et se faisant, ramènent la planète Gallifrey dans l'Univers réel, mais comme la planète est complètement ravagée par le conflit est étant devenu un enfer, Rassilon décide d'utiliser le paradoxe créé par la résurrection de leur espèce entière et de leur planète pour détruire le temps, et devenir des êtres de pures conscience, libérés des chaînes de causes-à-effets et de la mortalité, détruisant au passage l'Univers lui-même. Le Docteur, aidé du Maître, les empêches de finir l'Ultime Sanction, et replonge Gallifrey dans les derniers instants de la Guerre du Temps.

### Montée en Enfer(2015)
On retrouve Rassilon dans Montée en Enfer, l'épisode final (le « season finale ») de la saison 9, en 2015. Alors que le Docteur est de retour sur Gallifrey à la suite des événements de Descente au Paradis - l'épisode précédent -, les cloches du Cloître sonnent, et Rassilon s'en inquiète. Il envoie donc un vaisseau militaire pour aller chercher le Docteur... sauf que ce dernier refuse de suivre le vaisseau. Il envoie alors le Général et une troupe de soldats pour lui souhaiter la bienvenue. Le Docteur n'en a que faire, et rentre chez lui, ignorant ce que le Général peut bien lui dire. Rassilon décide donc de lui envoyer des membres du Haut Conseil, mais le Docteur réagit de la même façon. Le Président des Seigneurs du Temps s'énerve alors, et Ohila, une sœur de Karn (vue notamment dans The Night of the Doctor), lui explique que le Docteur n'en veut pas à Gallifrey pour les erreurs de la Guerre du Temps, mais à lui. Il décide alors d'aller le confronter lui-même, accompagné du Général et de son peloton d'exécution. Le Docteur s'approche alors de Rassilon, et jette son cadran de confession par terre. Rassilon essaie de se justifier, mais le Docteur l'ignore et lui demande à deux reprises de « dégager de sa planète ». Le Président menace le Docteur, et ce dernier fait de même. Il ordonne alors au peloton d'exécution de mettre le Docteur en joue, puis de l'exécuter. Les soldats tirent, mais aucun ne tire sur le Docteur. Les soldats se rallient un par un au Docteur. Rassilon s'énerve alors, et menace le Docteur de lui prendre toutes ses régénérations. Des renforts arrivent alors (des vaisseaux militaires), mais il se révèle qu'ils ont été envoyés par le Docteur lui-même. Rassilon proclame alors que Gallifrey est sienne, et se nomme « Rassilon le rédempteur » et « Rassilon le ressuscité ». Le Général se rallie au Docteur, et demande à Rassilon de « dégager de la planète du Docteur ». Le Docteur devient alors Président par coup d'État, et décide de bannir Rassilon, le considérant comme responsable indirect de la mort de son amie Clara Oswald dans Le Corbeau.

## Personnalité et apparence

### Personnalité
Dans Montée en Enfer (2015), Rassilon se montre toujours comme un dictateur (alors qu'il est pourtant nommé "Seigneur Président") qui abuse de ses pouvoirs, et qui ne supporte pas la concurrence (il refuse par exemple la présence des Sœurs de Karn sur Gallifrey, et en particulier au Haut Conseil) : lorsque le Docteur revient sur Gallifrey, il veut l'exécuter. Le Docteur finit par faire un coup d'État, aux côtés de l'armée de Rassilon, et bannit l'ancien Président. Le Général affirme néanmoins au Docteur que Rassilon « était un homme bon autrefois ».

## Mythologie autour du personnage
Dans le Whoniverse (l'univers autour de la série Doctor Who), la légende raconte que Rassilon a développé les voyages dans le temps avec son collègue Omega. Ce sont eux, qui auraient créé la race des Seigneurs du Temps. Omega a été considéré comme tué par la supernova qui a créé le trou noir qui deviendrait ensuite l'Œil de l'Harmonie. Rassilon, quant à lui, a utilisé l'énergie émanant du trou noir pour pouvoir voyager dans le temps. Il a ensuite pris le contrôle de Gallifrey et en est devenu le premier Seigneur-Président. Il est souvent décrit comme un Président bienveillant qui dirigeait avec sagesse. Toutefois, d'autres témoignages le dépeignent comme un dictateur cruel, opportuniste et avide de pouvoir.
De nombreux artéfacts ont survécu à Rassilon : la Grande Clé de Rassilon, le Sceptre de Rassilon (The Deadly Assassin, 1976), l'Anneau de Rassilon, la Harpe de Rassilon ou encore la Couronne de Rassilon (The Five Doctors, 1983). Certains de ces artéfacts sont transmis aux Seigneurs-Présidents ayant suivi Rassilon (Borusa et Romana), notamment le Sceptre et la Couronne de Rassilon.
Terrance Dicks, qui a écrit The Five Doctors, décrit Rassilon après sa mort comme étant un « être bienveillant qui peut intervenir s'il sent que la crise est grave ».

## Apparitions du personnage

### Épisodes deDoctor Who
- 1983 : The Five Doctors
- 2009 : La Prophétie de Noël, première partie
- 2010 : La Prophétie de Noël, deuxième partie
- 2015 : Montée en enfer

### Romans deDoctor Who
- 1992 : Cat's Cradle: Time's Crucible
- 1997 : Lungbarrow
- 2014 : Engines of War

### Épisodes audioBig Finish
- 2003 : Zagreus[5]
- 2004 : The Next Life[5]